# Lac de Madine
Lac de Madine je jezero na granici između departmana Meurthe-et-Moselle i Meuse u Francuskoj. Nalazi se na nadmorskoj visini od 240 m, a njegova površina je 11 km2.

## Vanjske poveznice
|  | Zajednički poslužitelj ima još gradiva o temi Lac de Madine |